# 堤信子
堤 信子（つつみ のぶこ、1962年11月11日 - ）は、フリーアナウンサー、（元福岡放送（FBS）アナウンサー)、エッセイスト、昭和女子大学、青山学院女子短期大学、法政大学、明治学院大学の兼任講師。文具プロデューサー。

## 略歴
- 1980年7月、ライオンズクラブオークランド市交換留学生特待生。
- 1981年3月、福岡県立修猷館高等学校卒業[2]。同年4月青山学院大学経済学部入学
- 1983年、英国ユーロセンターデイビススクール留学
- 1985年3月、青山学院大学経済学部卒業。同年4月、福岡放送入社。
- 1990年、NNN系列アナウンス優秀賞受賞
- 1995年5月、福岡放送を退社し、フリーに。同年6月よりクレージー・フォー所属[注釈 1]
- 2004年7月1日、クレージー・フォーの解散に伴い、東京ビデオセンターへ移籍。
- 2014年7月14日、独立して、株式会社ノートルメルシーを設立。同社代表取締役社長も兼務。

## 人物
- 身長:155cm
- 血液型:A型
- 趣味:お菓子箱集め、包み紙集め、和服・和小物集め、ドライブ、歌舞伎鑑賞、日舞、キッチングッズ集め、ハチミツ料理、ゴルフ、水泳など。
- 特技:マリンスポーツ・フラワーアレンジメント
- 免許:英検1級・ボート4級・普通自動車免許・ラッピングコーディネイター
- 1994年2月12日に関西出身の男性と結婚。1995年5月、夫が東京へ転勤となったのに伴い、FBSを退社し夫と共に東京へ移住、翌月からフリーになって活動し、『あさ天5』『ズームイン!!SUPER』『はなまるマーケット』等のレギュラーを始め、数多くのテレビ等のマスコミに出演しながら、イベントの司会、クラブのDJナビゲーター、雑誌の取材等、多方面で様々な活動をしている。
- 親しい友人には、フリーアナウンサー関係では庄司麻由里、橋本志穂、伊藤奈穂子（「ズームイン!!SUPER」で知り合った）、大平雅美（彼女は庄司麻由里とも親友である）等が、タレントでは服部真湖等がいる[注釈 2]。

## 来歴
- 高校時代は水泳部に所属していたという。
- 青山学院大学在学中に、東京アナウンスアカデミーにも通って、アナウンサーとしての技術を学んでいた。
- FBSに在職中は、元FBSアナウンサーの古賀ゆきひととともに『ズームイン!!朝!』（日本テレビ）の福岡・佐賀担当レポーターとなり、「のんちゃん」の愛称で全国の脚光を浴びた[注釈 3]。そのお陰で、同番組を担当していた当時の総合司会であった徳光和夫や福留功男（2人共元日テレアナウンサー）とは現在でも親交が深いという。
- 東京へ移住してフリーになってからも、地元福岡からテレビ・ラジオ出演、司会、イベント等の仕事の依頼も結構あり、FM福岡の『堤信子の「Smilin Cafe」』のナビゲータ（レギュラー）をしたり(同番組は2009年11月28日に終了)、古巣の福岡放送の番組である『めんたいワイド』等にも不定期で出演したりしている。特に前者は、収録の度に福岡へ飛行機で行っており、その際に時間がある時はその度、博多の実家にも帰って泊まっていたという。
- 文具のコレクション、和服（着物、浴衣）が好きで、これらのことや和小物に関することに於いては、女子アナウンサーの中では一番のマニアだと言われている。特に、文具コレクターとしての活動は、2011年5月24日に発売された彼女の3冊目の本「旅鞄（トランク）いっぱいのパリ・ミラノ〜文房具と雑貨のトラベラーズノート」の出版を契機に活発となり、それに於いてのメディアやイベントでの出演、執筆活動等も行うようになる。
- 1人でブログを2つ開設している（下記リンク参照のこと）。「nonの文具部屋」は、彼女の趣味である文房具コレクションのことについて[注釈 4]、更に「堤信子さんの文具びより（ときどき雑貨）」は、雑誌「オレンジページ」のWEBサイト「オレンジページnet」とのコラボで、文具・雑貨関係のことについて書かれている[注釈 5]。

## 主な出演番組、活動など

### TV
- 日本テレビ

『ズームイン!!SUPER』（レポーター。まるQ等のコーナーを担当）
『買物大スキ!女神の市場』※随時出演(初登場は2008年10月24日放送分)
『あさ天5』メインキャスター（水〜金担当。1996年4月〜2001年9月）
『ベルリンフィル特番』海外リポーター&ナレーター
『ウッチャンナンチャンのウリナリ!!』解散総選挙司会
『ダウンタウンのガキの使いやあらへんで!!』
『松本清張スペシャル・共犯者』（ドラマ）レポーター役（2006年5月9日）
『進ぬ!電波少年』年末スペシャル
『NNNニュースプラス1』
- TBSテレビ

『はなまるマーケット』とくまる担当（はなまるアナ）（1997年 - 2013年3月25日）
『プレジデントタイム』インタビューアー ※随時出演
『カラオケ女子アナオンエアバトル』（1998年頃。
『涙の晩餐スペシャル』レポーター（2008年1月4日放送）
『砂の器』（ドラマ）レポーター役（2004年）
『マツコの知らない世界』
包み紙の世界（2018年6月）捨てたら損する!お菓子箱の世界（2018年11月27日）5周年スペシャルゲスト（2019年9月）お菓子缶の世界（2023年2月7日 ※サブゲスト）
- NHK

『おはよう! 世界のトップニュース』キャスター（衛星第1テレビ、1995年12月 - 1996年3月）
『きょうの料理大賞』レポーター（2004年度。同年12月25日に衛星第2テレビ、同月29日に総合テレビにて放送。）
『住まい自分流 〜DIY入門〜』「お宅拝見コーナー」レポーター（教育テレビ、2005年5月27日〜2006年3月17日放送分。）
『カワイイインターナショナル』（NHKワールド）
『デザイントークスプラス』（NHK Eテレ）
- テレビ東京

『旅スルおつかれ様〜ハーフタイムツアーズ〜』栃木特集、京都特集リポーター
- フジテレビ

『どうーなってるの?!』レポーター
『芸能界同類くんの旅〜奥の細道』(2011年11月13日、2012年4月20日放送。)
- QVC

『エレクトーレ』ゲスト出演
- 福岡放送

『FBS住宅特番「堤信子のズバリ、リポート申し上げます」』（不定期番組、ナビゲーター担当）
『めんたいワイド』ゲスト、コメンテーター ※随時出演
『歌のトップテン』リポーター
- BS朝日

『アメリカ観光ルートにのらない旅 〜グランドラピッズ･感動のアンチエイジング!〜』（2007年12月22日放送）
- 旅チャンネル

『銀座・神戸 癒しの二都物語』

### ラジオ
- FM福岡

『堤信子の「Smilin Cafe」』ナビゲーター（2008年6月7日〜2009年11月28日）
- TOKYO FM

『EBMキレイ時間』ナビゲーター（2008年7月6日〜同年9月26日）
『堤信子のFeelin' Cafe』（2008年10月5日〜？）
『ディア・フレンズ』ゲスト出演（2011年7月14日、JFN38局ネット放送。）
- アール・エフ・ラジオ日本

『堤信子のコレ、やってみよっ!』ナビゲーター（2005年4月〜9月。当時の同局の朝のワイド番組「いってらっしゃ〜い!」の1コーナー番組。自筆書「堤信子の暮らしがはずむちょっといい話」の発売がきっかけで作られた番組である。）
- 渋谷のラジオ

『渋谷の奥さんと』ナビゲーター（2016年4月〜）

### CM
- ナショナル両面焼きグリル「まかせタッチ」「エオリア」「加湿器」「冷蔵庫TANTO」
- 日興コーディアル証券「個人向け国債」
- VS28スキンケアスタジオBALI（株）イービーエム（2002年1月、2004年12年）

（株）イービーエム　https://company.ebm121.co.jp/

### イベント
- 厚生省シンポジウム「第一回健康日本21 全国大会」総合司会
- イプサ 新作発表 イベント 司会
- 毎日新聞掲載 エコカー対談
- 酒と水のフォーラム「酒と水のおいしい関係」司会
- NISSAY創業115年 スーパーグランプリ 司会
- 「九州観光の夕べ」 司会
- 「宮崎に来んね!住まんね!」シンポジウム 司会
- イーストサイドトーキョー イベント「長く使い続ける文房具の魅力」スピーカー
- その他

### VP
- 財団法人日本学校保険会「薬物使用防止教育指導者ビデオ」
- 中外製薬　CTV司会担当　さくら本舗「ひらけ健康」司会アシスタント
- （株）セブンイレブンジャパン「オーナー向けVP」
- その他

### イメージキャラクター
- 福岡県産「博多なす」イメージキャラクター（JAみなみ筑後瀬高）

### その他
- 「福岡県立修猷館高等学校社会人授業」特別講師(2010年5月28日)[注釈 13]

## 著書
- 「堤信子の暮らしがはずむちょっといい話」（実業之日本社 2005年7月17日発売）
- 「ありがとうの届け方〜言葉と形で伝える感謝の気持ち」（主婦と生活社 2006年10月27日発売）
- 「旅鞄（トランク）いっぱいのパリ・ミラノ〜文房具と雑貨のトラベラーズノート」（本の泉社 2011年5月24日発売）[注釈 14]
- 「旅鞄いっぱいの京都・奈良〜文房具と雑貨の旅日記」（エイ出版社 2012年発売）
- 「100人中99人に好かれる ありがとう上手の習慣」（ディスカヴァー・トゥエンティワン 2013年発売）
- 「旅鞄いっぱいのパリふたたび」（実業之日本社 2014年発売）
- 「旅鞄いっぱいの京都ふたたび」（実業之日本社 2015年発売）